# Alexander Petrovich Norden
Alexander Petrovich Norden, em russo:  Александр Петрович Норден (Saratov, 24 de julho de 1904 — 13 de fevereiro de 1993) foi um matemático russo.
Seu campo de interesse foi a geometria.

## Obras
- Elementare Einführung in die Lobatschewskische Geometrie, Berlim, Deutscher Verlag der Wissenschaften, 1958
- Espaços com dependência afim, 2ª edição, Nauka, 1976 (em russo)